# Дорошівський заказник
Дорошівський — гідрологічний заказник місцевого значення в Україні. Об'єкт Природно-заповідного фонду Сумської області.
Розташований в межах Дружбівської міської громади на території Ямпільського району, між селами Дорошенкове та Палащенкове.  
Площа заказника - 22 га. Статус надано 22.12.1982 року. Перебуває у віданні ДП «Ямпільський агролісгосп» (кв. 31, вид. 7, 8).
Статус надано для збереження в природному стані ділянки лучно-болотного масиву у верхів'ї р. Кремля, притоки
р. Івотка. Має важливе значення для регуляції водного режиму річки і рівня ґрунтових вод прилеглих територій. 
У заказнику зростають рідкісні види рослин, що охороняються Червоною книгою України (зозульки м'ясочервоні), обласним Червоним списком (білозір болотний, латаття біле), та рослинні угруповання, включені до Зеленої книги України (формація глечиків жовтих). 
У заказнику охороняються види тварин, занесені до Червоної книги України (горностай), Європейського червоного списку (видра річкова, деркач), Бернської конвенції (сорокопуд-жулан, чекан лучний, мухоловка строката, зяблик, повзик та ін.).